# カレン・バレンタイン
カレン・バレンタイン（Karen Valentine, 1947年5月25日 - ）は、アメリカの女優である。ABCが1969年から放送したテレビシリーズ『黒人教師ディックス』の新任教師役で有名となり、1970年にはこの役でエミー賞を獲得している。

## 経歴

### 成年まで
1947年、カリフォルニア州セバストポルの養鶏農家に生まれる。ポルトガル出身の家系で、姓も‘Valentin’という綴りであったが、‘Valentine’と読まれることが多かったことから、バレンタインが生まれる前に祖父がeのついた綴りに変更した。1963年にはミス・ティーンエイジ・アメリカに出場、ミス・ティーンエイジ・タレントに選ばれた。これがきっかけになって1964年、『エド・サリヴァン・ショー』にも2回出演した。1965年4月には「ミス・ソノマ郡」に選ばれたほか、さまざまなミス・コンテストでミスに選ばれた。
1966年、美人コンテスト番組『The Dream Girl of 1967』に出演した。男性司会者を相手に番組を進行させる役で、番組開始当初はビバリー・アダムスが務めていたが、開始翌週にバレンタインに交代した。バレンタインはこの役を1967年まで務めた。この時期には同じくチャック・バリスがプロデューサーを務める番組『The Dating Game』にも出演している。

### 女優へ

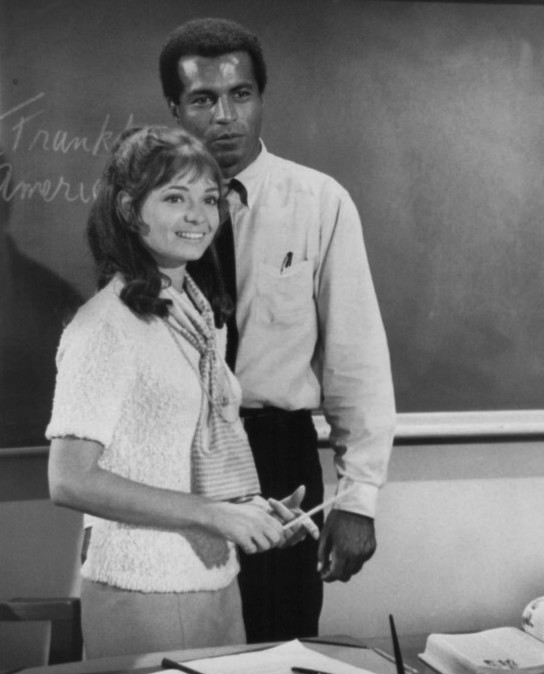
『黒人教師ディックス』(1970)でロイド・ヘインズと共演するバレンタイン

1969年、バレンタインはこの年に始まったABCのテレビシリーズ『黒人教師ディックス』で新任教師アリス・ジョンソン役を演じた。番組では先輩教師ピート・ディクソン役のロイド・ヘインズや校長役のマイケル・コンスタンチンらと共演、知名度を得た。バレンタイン自身によれば、番組の配役担当者と面接し、何箇月も連絡はなかったが、その後呼び出されてプロデューサーのジーン・レイノルズと会ったところ、ジョンソン役に採用になったという。この面接では持ち物を落とすなどの不手際があり、本人は悲観視していたが、レイノルズはそうした不器用さこそジョンソン役にふさわしいと考え採用にした。バレンタインはこの役で1970年にエミー賞の助演女優賞を受賞、1971年にはゴールデングローブ賞にもノミネートされ、番組が終了する1974年まで、ジョンソン役で出演した。
1969年にはテレビ映画『Gidget Grows Up』で主役のギジェットを演じた。サーフィンを知った少女を扱った小説を原作として、テレビシリーズや映画でさまざまな翻案作品が公開されてきた。この作品ではサーフィンから離れ、年上の男性との恋愛が盛り込まれるなど、さまざまな新機軸が盛り込まれた。テレビシリーズ再開のパイロット版として作られた作品で、シリーズ再開にはいたらなかったものの、バレンタインの演技は高評価を受けた。
俳優以外の活動もあり、1971年にはNBCのクイズ番組『The Hollywood Squares』に出演した。宣伝目的で、短期間のみ番組に出演する俳優が多い中、バレンタインは急速に番組に馴染み、1975年までセミレギュラーで出演した。巨大な三目並べ盤状の回答者席の中央マスに陣取るポール・リンドは『Gidget Grows Up』での共演経験もあり、バレンタインがお気に入りであった。交友関係も広がり、バレンタインが新居に引っ越した際にはパーティーを開き、『黒人教師ディックス』や『The Hollywood Squares』の出演が縁で親交のある友人全員を招いた。
『黒人教師ディックス』で認知されたバレンタインは1972年、オハイオ州の劇団の公演『The Moon Is Blue』に出演した。この作品は『月蒼くして』の題名で映画化されたこともあるコメディ劇で、テレビシリーズ『The Bold Ones: The New Doctors』の出演で有名なジョン・サクソンも出演していた。1979年にブロードウェイのバリモア劇場で開幕したバーナード・スレード脚本の『Romantic Comedy』では、1980年からミア・ファローと交代し主役を演じた。
『黒人教師ディックス』終了後、1975年にはバレンタインが主演で、タイトルにもその名を冠したシットコム『Karen』も作られた。この年には南アフリカで撮影された『ロリーポップ』に出演し、この映画が劇場用長編映画の初出演となった。ディズニーの実写映画『Hot Lead and Cold Feet』では教師役を演じ、『The North Avenue Irregulars』ではマイケル・コンスタンチンと共演した。テレビシリーズへのゲスト出演も多く、1977年には『刑事スタスキー&ハッチ』や『署長マクミラン』に出演している。

### 壮年期
1980年、ニール・サイモンが映画『グッバイガール』(1977)に書いた脚本に基づくテレビシリーズをMGMとNBCが企画し、バレンタインはこの年撮影されたパイロット版『Goodbye Doesn't Mean Forever』に主役として出演した。シリーズ化は難航し、主役を別の女優に替えて2本目のパイロット版が作られた。こちらもNBCの意に沿わず、主役をバレンタインに戻して3本目のパイロット版がデモテープの形で作られた。しかしシリーズ化には至らず、1982年に最初のパイロット版がテレビ放映されただけに終わった。そのようなごたごたはあったものの、テレビ映画『敏腕刑事メアリー』(1982)では病気の息子を支えるため刑事となった女性を、『若妻たちの秘行』(1982)でも経済的理由でコールガールになる3人の主役の一人を演じた。
1985年にはNBCの番組『Our Time』で司会を務めた。この番組は1960年代に青年期を過ごしたベビーブーマー世代が当時の思い出を語り合うもので、この世代の懐古の対象となったバレンタインが司会を務める形となった。自身もこの世代に属するバレンタインは、チアリーダーをしていた高校時代について語り、当時の印象深い番組として『エド・サリヴァン・ショー』を挙げた。
テレビシリーズは『ジェシカおばさんの事件簿』や『トワイライト・ゾーン』にゲスト出演した。1992年にはオフ・ブロードウェイの『Breaking Legs』に出演し、レストラン経営者の娘役を演じた。1996年にもオフ・ブロードウェイの『The Santaland Diaries』で本編の序章となる独白劇に出演、夫の作った私生児に出会った主婦の役を演じたが、後に公演は独白劇の部分がない形に変更された。

### 中年期
50代以降も俳優を続けており、2003年にはバーバンクのファルコン劇場で上演された『マグノリアの花たち』でシェルビーの母マリンを演じた。2004年のテレビ映画『Wedding Daze』ではジョン・ラロケットと共演し、3人の娘がいる夫婦を演じている。

## 出演
| 公開年    | 題名                                                | 役名                        | 備考 |
| --------- | --------------------------------------------------- | --------------------------- | --- |
| 1967      | It's About Time                                     | 2nd Singer                  | テレビシリーズ(CBS)。第21話「The Cave Family Swingers」に出演。                                                                                                |
| 1969      | My Friend Tony                                      |                             | テレビシリーズ(NBC)。第15話「The Shortest Courtship」に出演。                                                                                                  |
| 1969-1974 | 黒人教師ディックス Room 222                         | Alice Johnson               | テレビシリーズ(ABC) |
| 1969      | Gidget Grows Up                                     | ギジェット                  | テレビ映画(ABC) |
| 1970-1972 | Love, American Style                                |                             | テレビシリーズ(ABC)。 |
| 1971      | The Bold Ones: The New Doctors                      | Gayle Ritter                | テレビシリーズ(NBC)。第2シーズン第8話「Tender Predator」に出演。                                                                                               |
| 1971      | Rowan & Martin's Laugh-In                           | Guest Performer             | スケッチ・コメディー番組(NBC) |
| 1971      | Owen Marshall, Counselor at Law                     | Donna Cohen                 | テレビシリーズ(ABC) |
| 1972      | The Daughters of Joshua Cabe                        | Charity                     | テレビ映画(ABC) |
| 1973      | スチュワーデス 恋のスクランブル Coffee, Tea or Me?  | Carol Burnham / Carol Burns | テレビ映画(CBS) |
| 1974      | 恋のプレゼント The Girl Who Came Gift-Wrapped       | Sandy Brown / Sandy Benson  | テレビ映画(ABC) |
| 1975      | ロリーポップ Forever Young, Forever Free            | Carol Anne                  | 長編映画 |
| 1975      | Karen                                               | Karen Angelo                | テレビシリーズ(ABC) |
| 1975      | 刑事バレッタ Baretta                                | Holly                       | テレビシリーズ(ABC)。第2シーズン第9話「A Bite of the Apple」に出演予定の女優が遅刻したため、バレッタ役のロバート・ブレイクがバレンタインを呼び出し、代演した。 |
| 1976      | The Love Boat                                       | Ellen Carmichael            | パイロット版(ABC)。同じタイトルでシリーズ化される前に3作制作されたパイロット版の第1作。                                                                        |
| 1976      | Having Babies                                       | Beth Pertano                | パイロット版(ABC)。テレビシリーズ『Julie Farr, M.D.』のシリーズ化前に3作制作されたパイロット版の第1作で、子供の誕生が近い3組のカップルのうちの一人を演じた。   |
| 1977      | 署長マクミラン McMillan & Wife                      | Sgt. Maureen Rupert         | テレビシリーズ(NBC)。第6シーズン第2話「Dark Sunrise」に出演 |
| 1977      | ワールドシリーズ殺人事件 Murder at the World Series | Lois Marshall               | テレビ映画(ABC) |
| 1977      | 刑事スタスキー&ハッチ Starsky and Hutch             | Diana Harmon                | テレビシリーズ(ABC)。第3シーズン「Fatal Charm」に出演。 |
| 1978      | Return to Fantasy Island                            | Janet Fleming               | テレビシリーズ『Fantasy Island』(ABC)のシリーズ化前に作られたパイロット版の第2作。                                                                             |
| 1978      | The Love Boat                                       | Taffy Martino               | テレビシリーズ(ABC) |
| 1978      | Go West, Young Girl                                 | Netty Booth                 | テレビ映画(ABC) |
| 1978      | Hot Lead and Cold Feet                              | Jenny                       | 長編映画 |
| 1979      | The North Avenue Irregulars                         | Jane                        | 長編映画 |
| 1979      | America 2100                                        | Dr. Karen Hartland          | パイロット版(ABC) |
| 1979      | 特捜警部アイシャイド Eischied                       | Margaret Manning            | テレビシリーズ(NBC)。シリーズ化が実現し最初に放送された「Only the Pretty Girls Die」に出演。                                                                   |
| 1982      | 敏腕刑事メアリー Muggable Mary, Street Cop          | Mary Glatzle                | テレビ映画 |
| 1982      | Goodbye Doesn't Mean Forever                        | Paula McFadden              | パイロット版(NBC) |
| 1982      | 若妻たちの秘行 Money on the Side                    | Janice Vernon               | テレビ映画 |
| 1982      | Skeezer                                             | Carrie Jessup               | パイロット版(NBC)。エリザベス・イェイツの本『子供たちの心の病を治した犬』を原作としたドラマで、情緒障害のある子供に犬と接するセラピーを行う療法士を演じた。    |
| 1983      | Illusions                                           | Linda Dobbins               | テレビ映画(CBS) |
| 1983      | Jane Doe                                            | Victoria Schaffer           | テレビ映画(CBS) |
| 1983      | Adams House                                         | Chris Bennett               | パイロット版(CBS) |
| 1983      | A Girl's Life                                       | Gay Brooks                  | パイロット版(NBC) |
| 1984      | Children in the Crossfire                           | Pam Chandler                | テレビ映画(NBC) |
| 1984      | He's Fired, She's Hired                             | Annabelle Grier             | テレビ映画(CBS) |
| 1986      | A Fighting Choice                                   | Meg Taylor                  | テレビ映画。『The Disney Sunday Movie』枠で放送されたディズニー映画で、主人公の母親役を演じた。                                                                |
| 1987      | The New Mike Hammer                                 | Sister Amelia               | テレビシリーズ(CBS)。第3シーズン第14話「Who Killed Sister Lorna?」に出演。                                                                                     |
| 1987      | Hotel                                               | Rebecca Lloyd               | テレビシリーズ。第4シーズン第20話「Second Thoughts」に出演。                                                                                                   |
| 1988      | She's the Sheriff                                   | Rosalind                    | テレビシリーズ。「Hair」に出演。 |
| 1988      | ジェシカおばさんの事件簿 Murder, She Wrote          | Ellen Cosgrove              | テレビシリーズ(CBS)。「殺し屋の最期の告白(Murder Through the Looking Glass)」に出演。                                                                          |
| 1988      | Perfect People                                      | Margo                       | テレビ映画 |
| 1989      | トワイライト・ゾーン The Twilight Zone              | Claire Hendricks            | テレビシリーズ（シンジケーション）。第3シーズン「Many, Many Monkeys」に出演。                                                                                  |
| 1990      | Hurricane Sam                                       | Jeanie Kelvin               | テレビ映画 |
| 1990      | モンスターズ Monsters                               | Victoria                    | テレビシリーズ（シンジケーション）。「The Young and the Headless」に出演。                                                                                     |
| 1991      | CBS Schoolbreak Special                             | Donna Stern                 | テレビシリーズ(CBS)。第8シーズン第3話「The Emancipation of Lizzie Stern」に出演。                                                                              |
| 1994      | 新・アンタッチャブル The Untouchables               | Pascualina Petucci          | テレビシリーズ。『アンタッチャブル』のリメイク番組。「Til Death Do Us Part」に出演。                                                                           |
| 1995      | The Power Within                                    | Clyda Dryer                 | ビデオ |
| 1996      | Cybill                                              | Wanda                       | テレビシリーズ(CBS)。第2シーズン第23話「Three Women and a Dummy」に出演。                                                                                      |
| 2000      | Family Law                                          | Karen Anderson Bell         | テレビシリーズ(CBS)。第2シーズン第3話「Affairs of the State」に出演。                                                                                          |
| 2004      | Wedding Daze                                        | Audrey Landry               | テレビ映画(NBC) |